# Fritz van den Daele

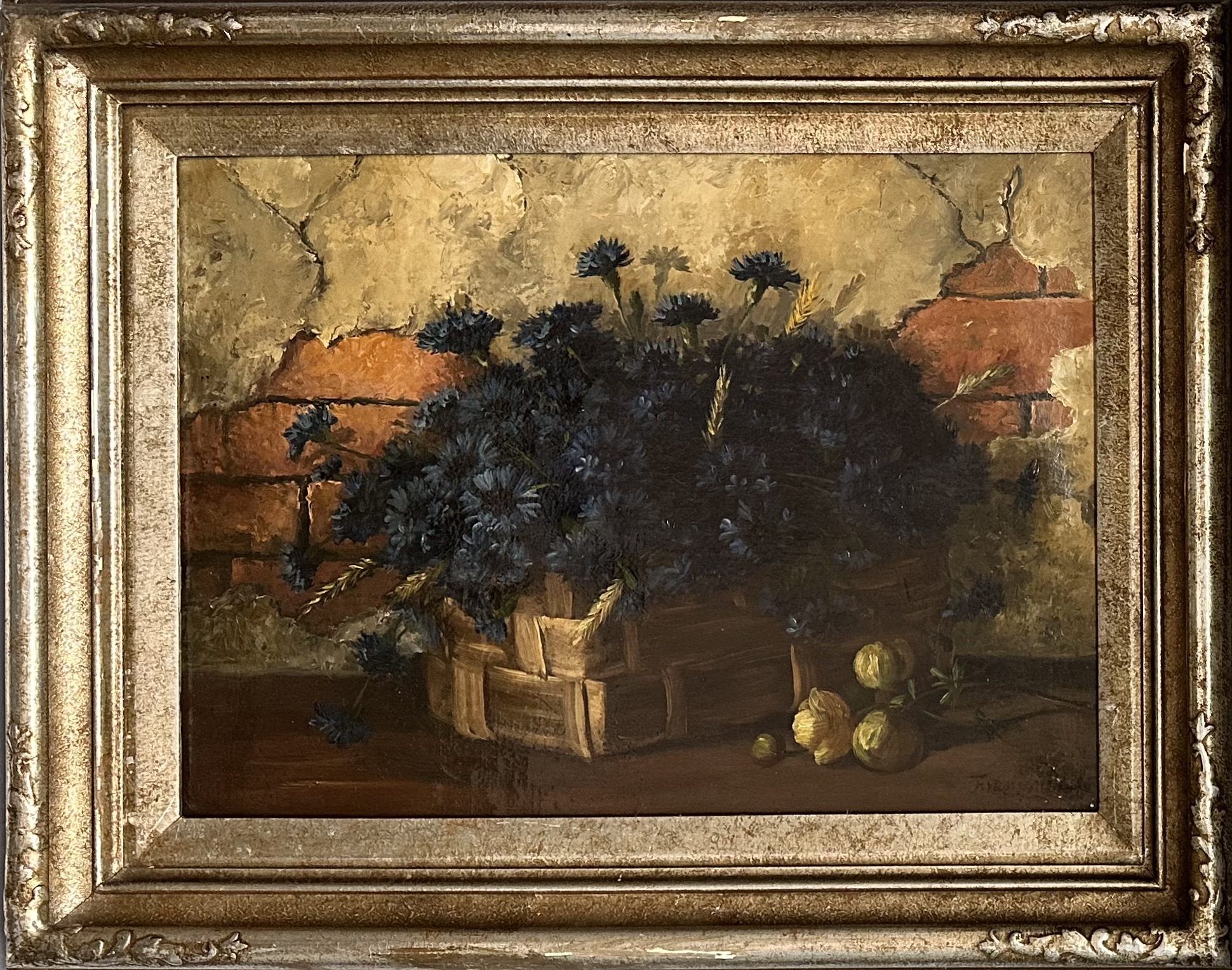
Fritz van den Daele, Kornblumen, Öl auf Leinwand, um 1920, 41 × 57 cm

Fritz van den Daele (* 12. Dezember 1891 in München; † 12. Januar 1972 ebenda) war ein deutscher Architekturmaler, Maler und Stilllebenmaler. Im Allgemeinen Künstlerlexikon wird er unter dem Namen Friedrich Daele geführt. Daneben gebrauchte er auch den Namen Fritz Daele.
Seine Werke werden, meist in der Gattung Gemälde, auf öffentlichen Auktionen angeboten. Bekannt sind unter anderem Kornblumen; Stilleben mit Pfirsichen und Weintraube; Blumenstillleben mit Sonnenblumen und Chrysanthemen, einige Pflanzen auf dem Tisch liegend; Früchtestillleben mit Kirschen und Apfelsinen.

## Bibliographie
- Dressler II, 1930. – München, Friedhofsverz. Waldfriedhof Alter Teil: 181-3-89.
- Handbuch des Kunstmarktes, Antiqua Verlagsgesellschaft Hermann Kalkoff, Berlin, 1926, https://digi.ub.uni-heidelberg.de/diglit/handbuch_kunstmarkt1926/0113/text_ocr
- Archiv Historische Bildpostkarten der Universität Osnabrück mit der Zustiftung der Sammlung von Prof. Dr. Sabine Giesbrecht https://bildpostkarten.uni-osnabrueck.de/frontend/index.php/Browse/objects/facet/maler_facet/id/9262/view/images/key/21d10285761cfc7df149ec917f448b56